# Raphaël Benoliel
Pour les articles homonymes, voir Benoliel.
Raphaël Benoliel est un producteur français. Il a fondé la société Firstep avec Dimitri Veret.

## Biographie
Il étudie à l'Université Nice-Sophia-Antipolis.

## Filmographie

### Cinéma
- 2003 : Love actually
- 2006 : Wimbeldon
- 2006 : The Queen
- 2007 : Un cœur invaincu
- 2007 : Les Vacances de Mr Bean
- 2011 : Johnny English, le retour
- 2011 : Midnight in Paris
- 2012 : Les Misérables
- 2013 : Casse-tête chinois
- 2013 : Red 2
- 2013 : Magic in the Moonlight
- 2015 : Danish Girl
- 2016 : Un traître idéal
- 2017 : Braqueurs d'élite
- 2018 : Les Déguns
- 2018 : Mission impossible : Fallout
- 2021 : Stillwater
- 2022 : Ténor
- 2022 : The King's Daughter
- 2023 : Murder Mystery 2
- 2023 : Coup de chance
- 2023 : John Wick : Chapitre 4
- 2023 : Good Grief
- 2023 : The Family Plan 2

### Télévision
- 2017: The Affair
- 2020-2024 : Emily in Paris
- 2023 : The Walking Dead: Daryl Dixon
- 2023 : The Crown
- 2024 : Un jour
- 2024 : Slow Horses
- 2024 : Families Like Ours